# Naphat Deeprasert
Naphat Deeprasert (thailändisch ทศวี ดีประเสริฐ, * 7. August 1996), ehemals Todsawee Deeprasert, ist ein thailändischer Fußballspieler.

## Karriere
Naphat Deeprasert stand die Saison 2016 bei Ratchaburi Mitr Phol unter Vertrag. Der Verein aus Ratchaburi spielte in der höchsten thailändischen Liga, der Thai Premier League. 2017 wechselte er zum Zweitligisten Chainat Hornbill FC. Mit dem Verein aus Chainat wurde er Ende 2017 Meister der zweiten Liga, der Thai League 2, und stieg somit in die erste Liga auf. Nach dem Aufstieg verließ er Chainat und schloss sich dem Erstligisten Suphanburi FC aus Suphanburi an. Für Suphanburi absolvierte er ein Erstligaspiel. Ende 2018 wurde der Vertrag nicht verlängert. Die Hinserie 2019 war er vertrags- und vereinslos. Im Juni 2019 nahm ihn der Zweitligist Rayong FC unter Vertrag. Mit dem Klub aus Rayong wurde er Ende der Saison Tabellendritter und stieg wieder in die erste Liga auf. Anfang 2020 wurde er vom Zweitligaaufsteiger Ranong United FC aus Ranong unter Vertrag genommen. Für den Zweitligisten absolvierte er 23 Spiele. Anfang Mai 2021 wechselte er zum Zweitligaaufsteiger Lamphun Warrior FC. Am Ende der Saison feierte er mit dem Verein aus Lamphun die Meisterschaft der zweiten Liga und den Aufstieg in die erste Liga. Für die Warriors absolvierte er elf Zweitligaspiele. Nach dem Aufstieg verließ er den Verein und schloss sich dem Drittligisten Phitsanulok FC an. Mit dem Verein aus Phitsanulok spielt er in der Northern Region  der Liga. Am Ende der Saison 2022/23 wurde er mit dem Verein Meister der Region. In den Aufstiegsspielen zur zweiten Liga konnte man sich jedoch nicht durchsetzen.

## Erfolge
Chainat Hornbill FC
- Thai League 2: 2017  ▲

Lamphun Warriors FC
- Thai League 2: 2021/22  ▲

Phitsanulok FC
- Thai League 3 – North: 2022/23